# Birkî, Hadeaci
Birkî (în ucraineană Бірки) este un sat în comuna Svatkî din raionul Hadeaci, regiunea Poltava, Ucraina.

## Demografie
Componența lingvistică a localității Birkî
     Ucraineană (92,49%)
     Rusă (7,24%)
Conform recensământului din 2001, majoritatea populației localității Birkî era vorbitoare de ucraineană (92,49%), existând în minoritate și vorbitori de rusă (7,24%).